# Île-Tudy
Île-Tudy (tiếng Breton: Enez-Tudi) là một xã của tỉnh Finistère, thuộc vùng Bretagne, miền tây bắc Pháp.

## Dân số
Người dân ở Île-Tudy được gọi là Îliens.